# Бархатница бамбуковая
Бархатница бамбуковая или бархатница каллиптерис (Lethe callipteris = Zophoessa callipteris) — дневная бабочка из семейства Бархатницы.

## Описание

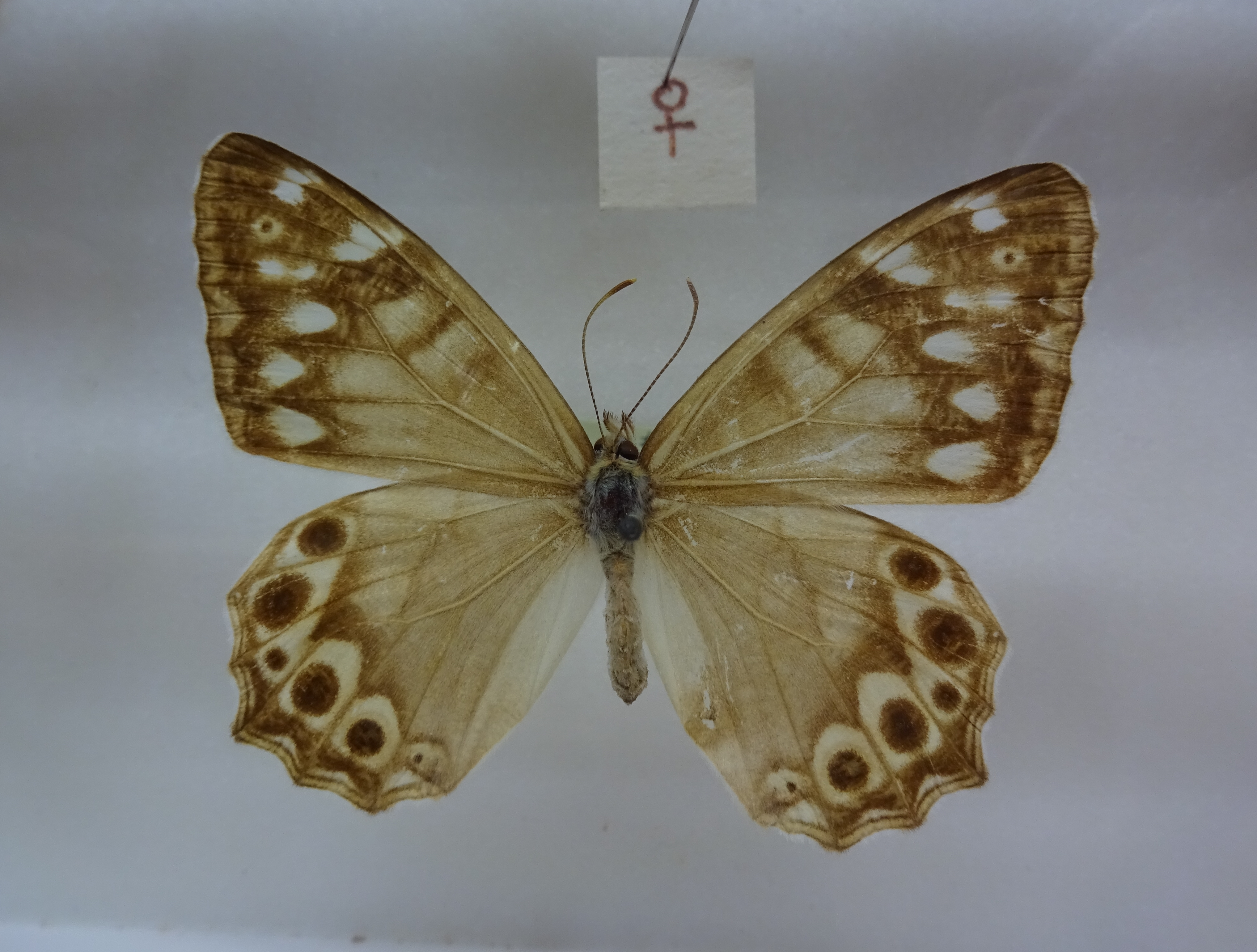
Самка

Длина переднего крыла 25—27 мм. Верхняя сторона передних крыльев пестрая — бурая с желтоватыми и желтовато-бурыми пятнами в средней части. На внешнем поле задних крыльев имеется поперечный ряд из 4 округлой формы крупных, темных пятен и 2 пятна в виде точек на желтоватом фоне. На нижней стороне крыльев рельефно выделяются поперечные линии, располагающиеся в центральной ячейке передних крыльев и у корня задних, а также проходящая изломанная поперечная линия, которая отделяет внешние поля крыльев, а также ряд окаймленных пятен на внешнем поле задних крыльев.

## Ареал и местообитание
Распространена в Японии, Сахалин, Курильские острова.
Населяет смешанные и лиственные леса, где её гусеницы трофически связаны с бамбуком.

## Подвиды
- Lethe callipteris callipteris (Япония)
- Lethe callipteris karafutonis Matsumura, 1925 (Сахалин)
- Lethe callipteris obscura Nakahara, 1926 (Курильские острова)

## Биология

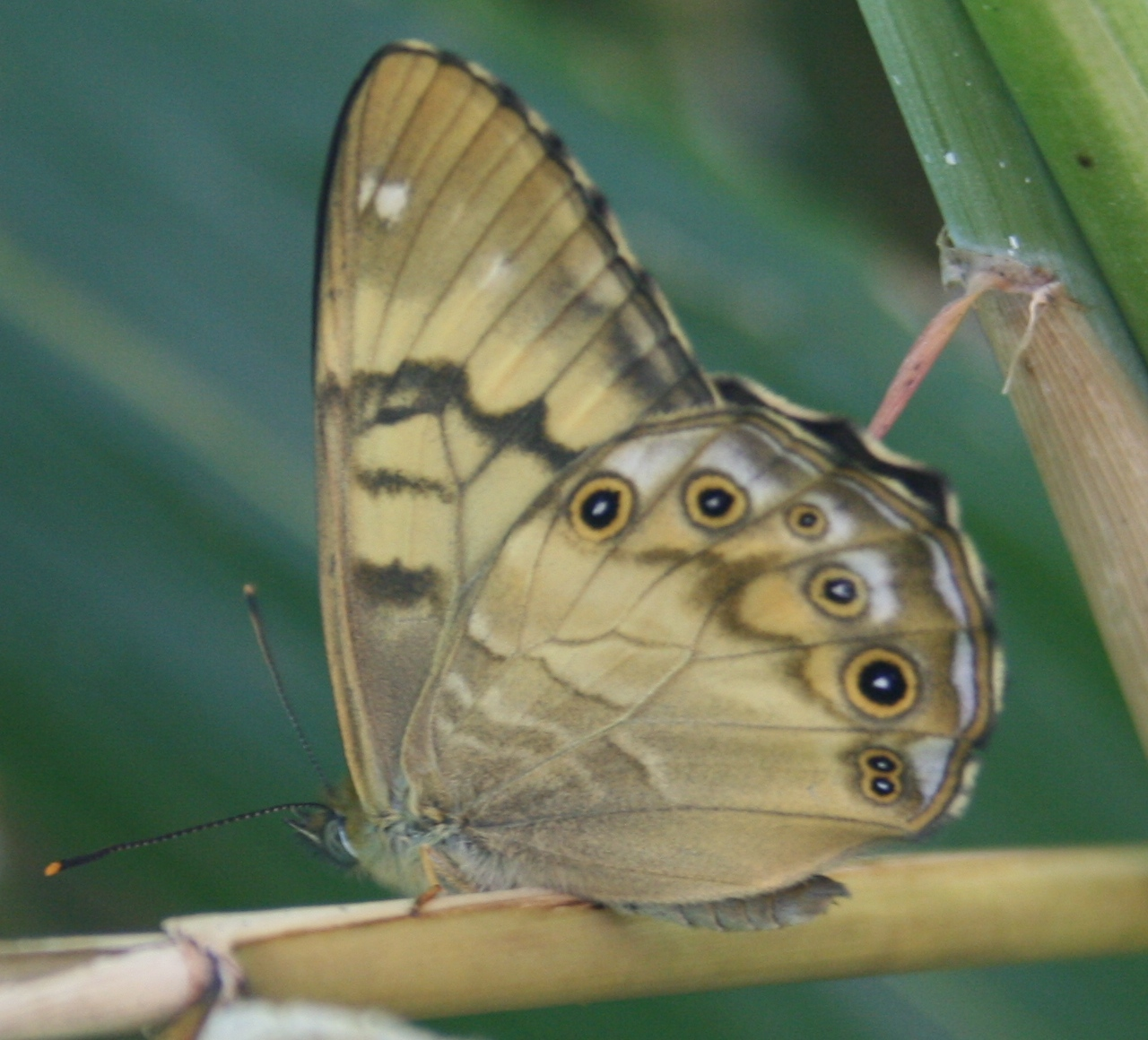

В год развивается в одном поколении. Время лёта — июль-август. Гусеницы питаются бамбуком. Яйца белого цвета, откладываются небольшими группами до 20 штук на нижнюю сторону листьев кормовых растений. Гусеницы в младших возрастах живут группами. После зимовки — одиночно. Взрослая гусеница зелёного цвета с несколькими продольными желтоватыми прерывистыми линиями. Держатся на нижней стороне листьев. Куколка висячая, зелёного цвета, порой с желтоватыми пятнами.